# Ceaux-en-Loudun
Ceaux-en-Loudun – miejscowość i gmina we Francji, w regionie Nowa Akwitania, w departamencie Vienne.
Według danych na rok 1990 gminę zamieszkiwało 596 osób, a gęstość zaludnienia wynosiła 21 osób/km² (wśród 1467 gmin regionu Poitou-Charentes Ceaux-en-Loudun plasuje się na 492. miejscu pod względem liczby ludności, natomiast pod względem powierzchni na miejscu 194.).